# Königreich Tahiti
Das Königreich Tahiti (französisch Royaume de Tahiti; tahitianisch: Hau Tahiti) wurde vom Oberhäuptling Pomaré I. gegründet, nachdem er, mithilfe englischer Missionare und Händler sowie europäischer Waffen, die Inseln über dem Winde Tahiti, Moorea, Tetiaroa, Mehetia politisch vereint hatte und auf dem Höhepunkt der Macht auch die Inseln Tuamotu, Tubuai, Raivavae und andere Inseln des östlichen Polynesiens beherrscht hatte. Seit der Taufe von Pomaré II. waren die Könige Anhänger des Christentums. Ihr progressiver Aufstieg und ihre Anerkennung durch die Europäer erlaubten es den Königen von Tahiti, einem spanischen Plan zur Kolonisierung sowie englische und frühe Ansprüche von Seitens Frankreich abzuwehren. Das Königreich Tahiti gehörte im 19. Jahrhundert neben Raiatea, Huahine, Bora Bora, Hawaiʻi, Samoa, Tonga, Rarotonga und Niue zu einer Reihe von unabhängigen polynesischen Staaten innerhalb Ozeaniens. Unter den fünf Monarchen erlebte Tahiti eine Periode des Friedens und des wirtschaftlichen Fortschritts.
Tahiti und seine Außengebiete wurden 1842 zum französischen Protektorat und 1880 folgte die weitgehende Annektierung und Umwandlung zur französischen Kolonie. Die Monarchie wurde kurz darauf durch Frankreich abgeschafft und seitdem gehören die Inseln zu Französisch-Polynesien, obschon es bis heute Thronprätendenten aus der Pomaré-Dynastie gibt.

## Einfluss

Die Krone Tahitis war ein Geschenk der London Missionary Society an König Pomaré III. anlässlich seiner Krönung im Jahr 1824. Das Original befindet sich im Musée de Tahiti et des Îles in Punaauia.

Die Dynastie hinterließ auf Tahiti und den umliegenden Inseln deutliche Spuren. Auf dem Höhepunkt ihrer Macht regierte die Pomaré-Dynastie von ihrem Zentrum Tahiti und Moorea ein Königreich, dass sich über drei Millionen Quadratkilometer Ozean erstreckte und dessen diplomatische Beziehungen und kulturellen Einfluss sich von den Cookinseln bis zur Osterinsel erstreckten. Ihre Regierungszeiten fielen in das europäische Zeitalter der Entdeckungen im Pazifik. Sie haben in Tahiti eine beispiellose Phase des kulturellen Aufstiegs hervorgebracht und regierten ihr Volk in einer Zeit des Wandels und der Interventionen von außen. Sie bewahrten die Traditionen und die Unabhängigkeit für eine gewisse Zeit, dienten aber gleichzeitig als Mittel zur Unterdrückung der Kultur und widmeten sich den französischen Forderungen und begünstigten die nachfolgende Kolonialisierung Tahitis durch Frankreich.

## Aktueller Status

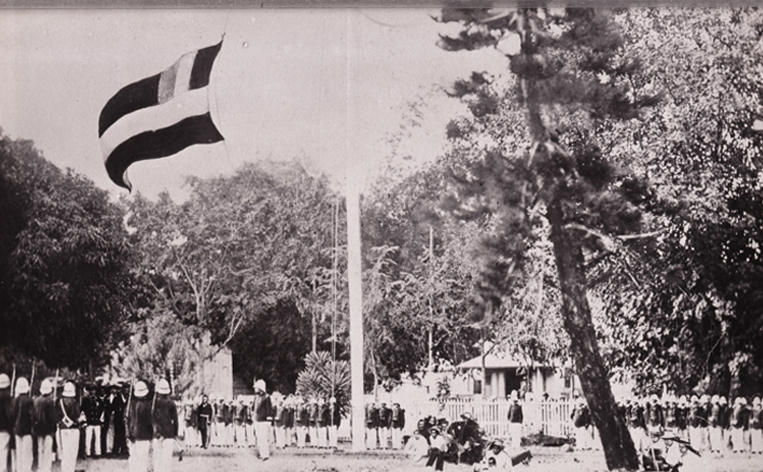
Übergabe der Flagge des Protektorates Tahiti an den französischen Gouverneur Lacascade durch Prinz Hinoi am 18. Juni 1881

Im Februar 2009 behauptete Tauatomo Mairau, der Thronfolger von Tahiti zu sein, und versuchte vor Gericht, den Status der Monarchie erneut geltend zu machen. Seine Forderungen wurden von Frankreich abgelehnt.
2010 wurde er Thronprätendent und beanspruchte den Titel als Prinz „Marau von Tahiti“. Er arbeitete daran, dass ehemals königlicher Landbesitz an ihn und seine Familie zurückgegeben werden konnte. Die französische Regierung verpfändete das Land nach dem Zweiten Weltkrieg und verstieß damit gegen die Bestimmungen des mit Pomaré V. im Jahr 1880 unterzeichneten Abkommens, in dem die Kontrolle der Vertrauensgebiete der königlichen Familie von Tahiti vorbehalten war. Möglicherweise waren Banken dabei, die Vermögenswerte einzufrieren, und Mairau bat darum, dass Tahitianer nicht von den Vertragsländern vertrieben werden und wünschte, dass sie ihre traditionellen Nutzungsrechte über das Land behielten. Er starb im Mai 2013.
Am 28. Mai 2009 proklamierte sich Joinville Pomare, ein adoptiertes Mitglied der Pomaré-Familie, in Anwesenheit von Nachkommen der führenden Häuptlinge, zu König Pomaré XI., was jedoch von Mitgliedern seiner eigenen Familie abgelehnt wurde. Andere Familienmitglieder erkannten seinen Onkel Léopold Pomare als Thronerben an.

## Könige
Die fünf Könige von Tahiti waren:
- Pomaré I. (1788–1791), Gründer des Königreiches Tahiti.
- Pomaré II. (1791–1821), erster König Tahitis, der sich Taufen ließ.
- Pomaré III. (1821–1827), zweitältester Sohn von Pomaré II.
- Pomaré IV. (1827–1877), Schwester von Pomaré III., sie wurde als 14-Jährige zur Königin gekrönt.
- Pomaré V. (1877–1880), Sohn von Pomaré IV und letzter König Tahitis. Er wurde zur Abdankung und zur Abtretung von Tahiti an Frankreich gezwungen.

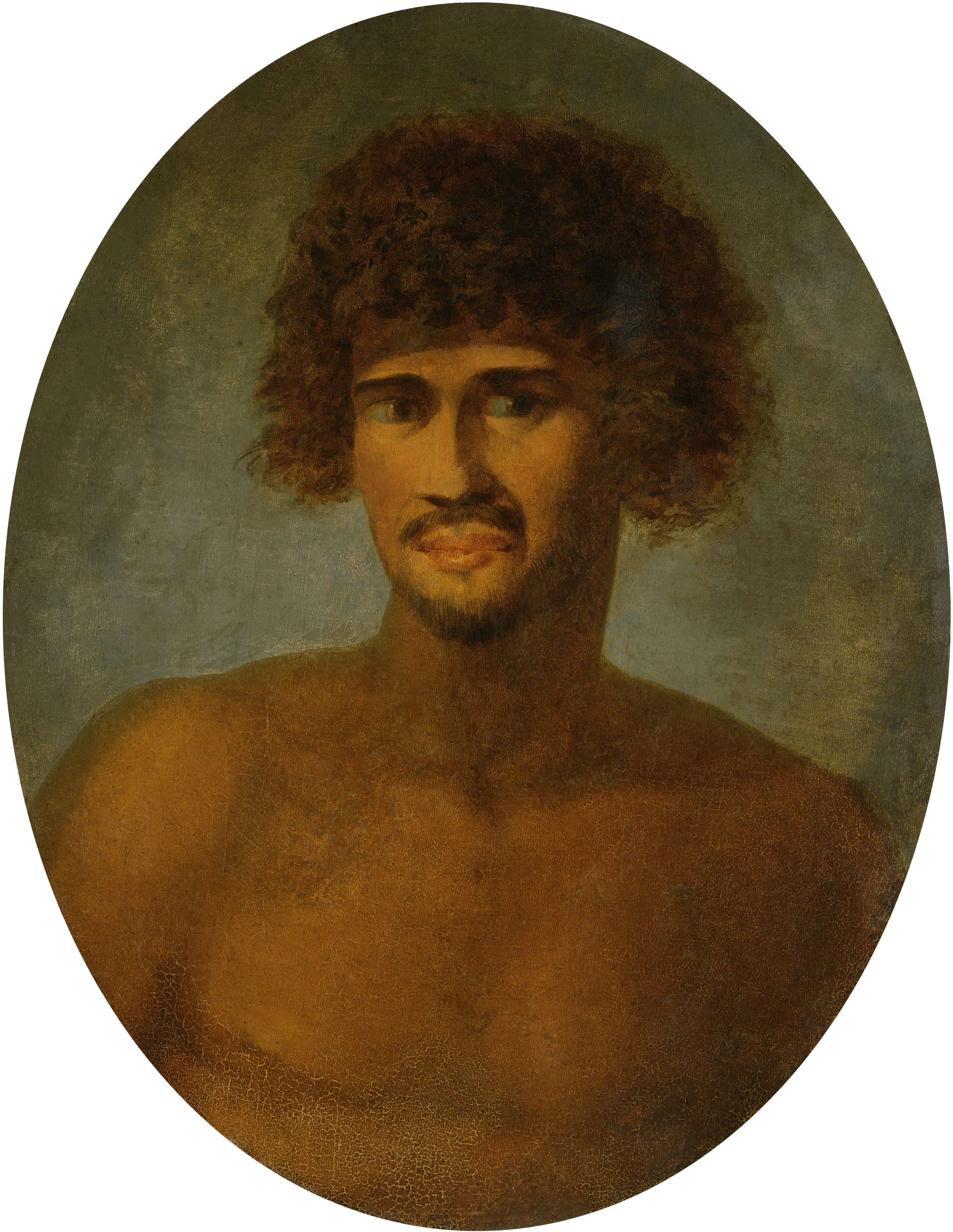
Pomaré I., Gründer der Pomaré-Dynastie
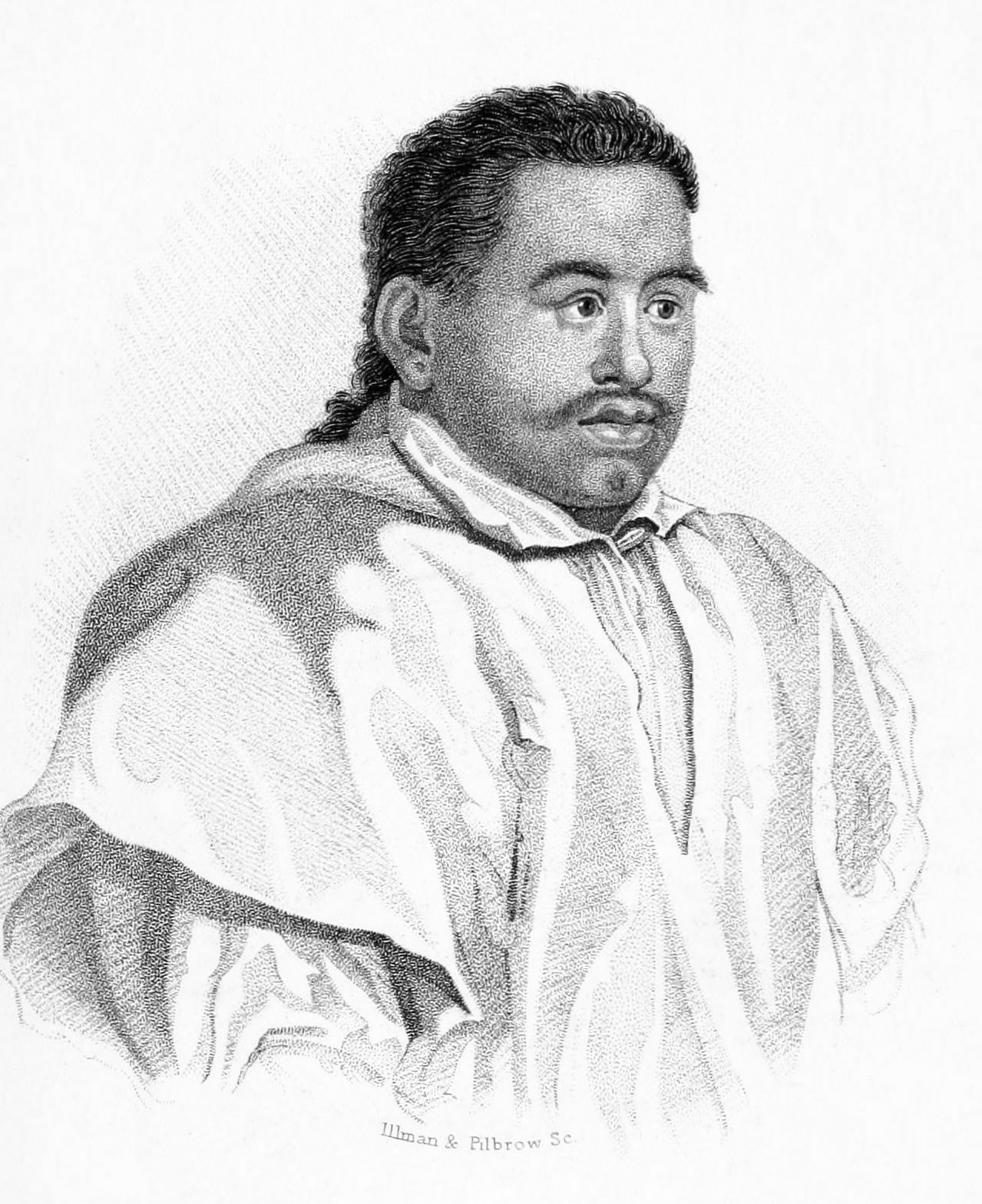
König Pomaré II.
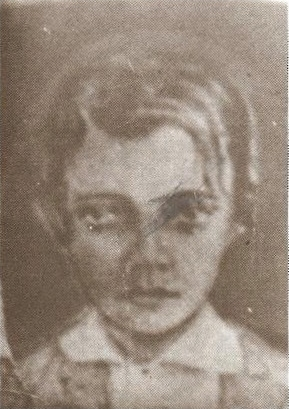
König Pomaré III.
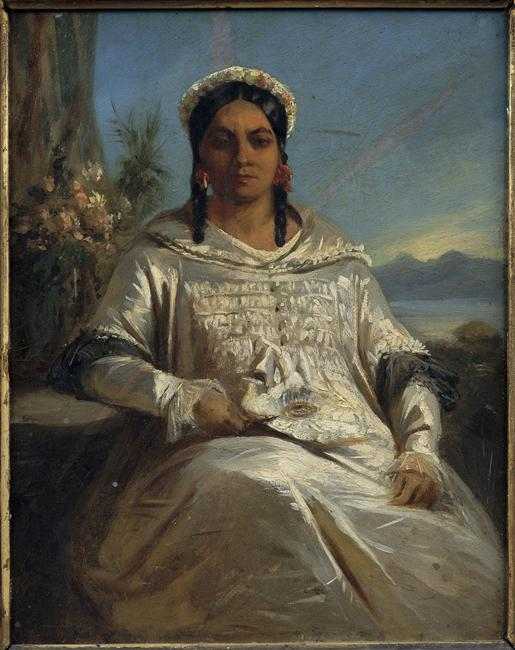
Königin Pomaré IV.
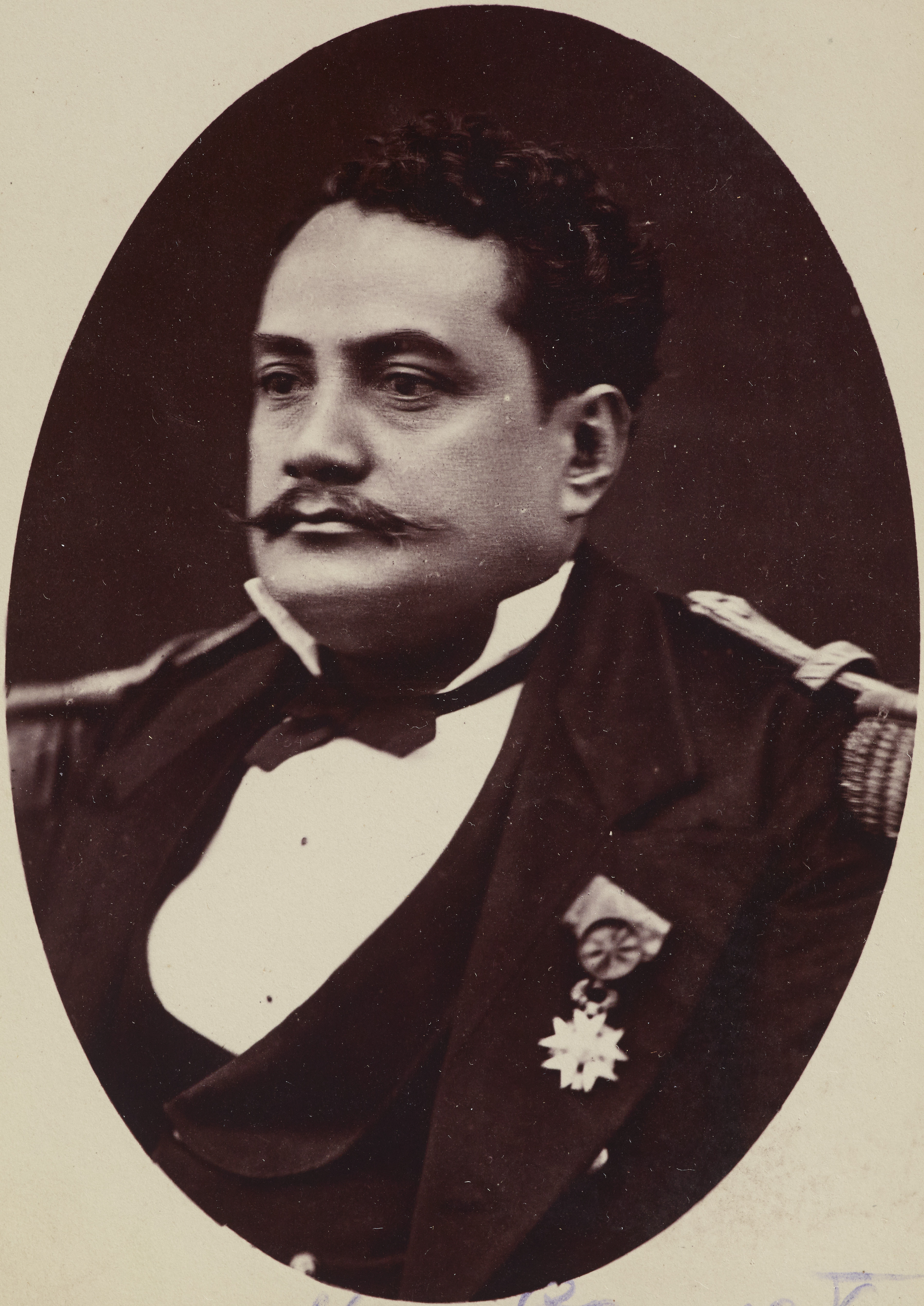
König Pomaré V.

## Flaggen des Königreiches

1822–1829
1829–1842
1842–1843
1843–1880